# HTV-4
HTV-4 (H-II Transfer Vehicle-4), también conocido como Kounotori 4 (こうのとり2号機, “cigüeña blanca”), es el cuarto Vehículo de transferencia H-II. Fue lanzado el 4 de agosto de 2013 a bordo de un cohete H-IIB (H-IIB F4) fabricado por MHI y la JAXA desde el Tanegashima Space Center, siendo atrapado por el Canadarm2 a las 8:22 p. m. (JST) del 9 de agosto y completando el atraque al módulo Harmony Segmento Orbital estadounidense de la ISS el 10 de agosto a las 3:38 a. m. (JST).
Tras descargar los suministros, el HTV-4 fue cargado con residuos y desechos de la ISS, tras lo que fue desatracado de la estación y liberado a las 12:20 p. m. (EDT), destruyéndose durante la reentrada en la atmósfera terrestre el 7 de septiembre 3:11 p. m. (JST).